# كويزي رأس الرجاء
كويزي رأس الرجاء (الاسم العلمي: Cantharellus capensis) هو نوع من الفطريات يتبع جنس الكويزي من فصيلة الكويزية.